# Oros Tymfi (Gkamila)
Oros Tymfi (Gkamila) este o arie protejată (arie de protecție specială avifaunistică — SPA) din Grecia întinsă pe o suprafață de 27.764,44 ha, integral pe uscat.

## Localizare
Centrul sitului Oros Tymfi (Gkamila) este situat la coordonatele 39°57′29″N 20°47′08″E / 39.958031°N 20.785641°E.

## Înființare
Situl Oros Tymfi (Gkamila) a fost declarat arie de protecție specială avifaunistică în octombrie 1987 pentru a proteja 49 de specii de animale.

## Biodiversitate
Situată în ecoregiunea mediteraneană, aria protejată nu include niciun habitat protejat.
La baza desemnării sitului se află mai multe specii protejate de  păsări (49): fluierar de munte (Actitis hypoleucos), minunița (Aegolius funereus), pescăruș albastru (Alcedo atthis), fâsă-de-câmp (Anthus campestris), fâsă de pădure (Anthus spinoletta), fâsă de pădure (Anthus trivialis), lăstunul mare (Apus apus), stârc cenușiu (Ardea cinerea), buha (Bubo bubo), șorecarul comun (Buteo buteo), caprimulg (Caprimulgus europaeus), rândunică roșcată (Cecropis daurica), șerpar (Circaetus gallicus), cuc (Cuculus canorus), lăstun de casă (Delichon urbicum), ciocănitoare cu spate alb (Dendrocopos leucotos), ciocănitoare de grădină (Dendrocopos syriacus), ciocănitoare neagră (Dryocopus martius), presură de grădină (Emberiza hortulana), măcăleandru (Erithacus rubecula), șoim călător (Falco peregrinus), șoimul rândunelelor (Falco subbuteo), cinteză (Fringilla coelebs), rândunică (Hirundo rustica), capîntortură (Jynx torquilla), sfrâncioc roșiatic (Lanius collurio), Leiopicus medius, ciocârlie de pădure (Lullula arborea), privighetoare (Luscinia megarhynchos), prigoare (Merops apiaster), mierlă de piatră (Monticola saxatilis), codobatură galbenă (Motacilla alba), codobatură de munte (Motacilla cinerea), muscar sur (Muscicapa striata), pietrar sur (Oenanthe oenanthe), grangur (Oriolus oriolus), ciuf-pitic (Otus scops), viespar (Pernis apivorus), codroș de munte (Phoenicurus ochruros), pitulice de munte (Phylloscopus collybita), mărăcinar (Saxicola rubetra), turturică (Streptopelia turtur), graur (Sturnus vulgaris), silvie roșcată (Sylvia cantillans), silvie de câmp (Sylvia communis), Tachymarptis melba, sturz-cântător (Turdus philomelos), mierlă gulerată (Turdus torquatus), pupăză (Upupa epops)
Pe lângă speciile protejate, pe teritoriul sitului au mai fost identificate 12 specii de păsări.